# 무아딘

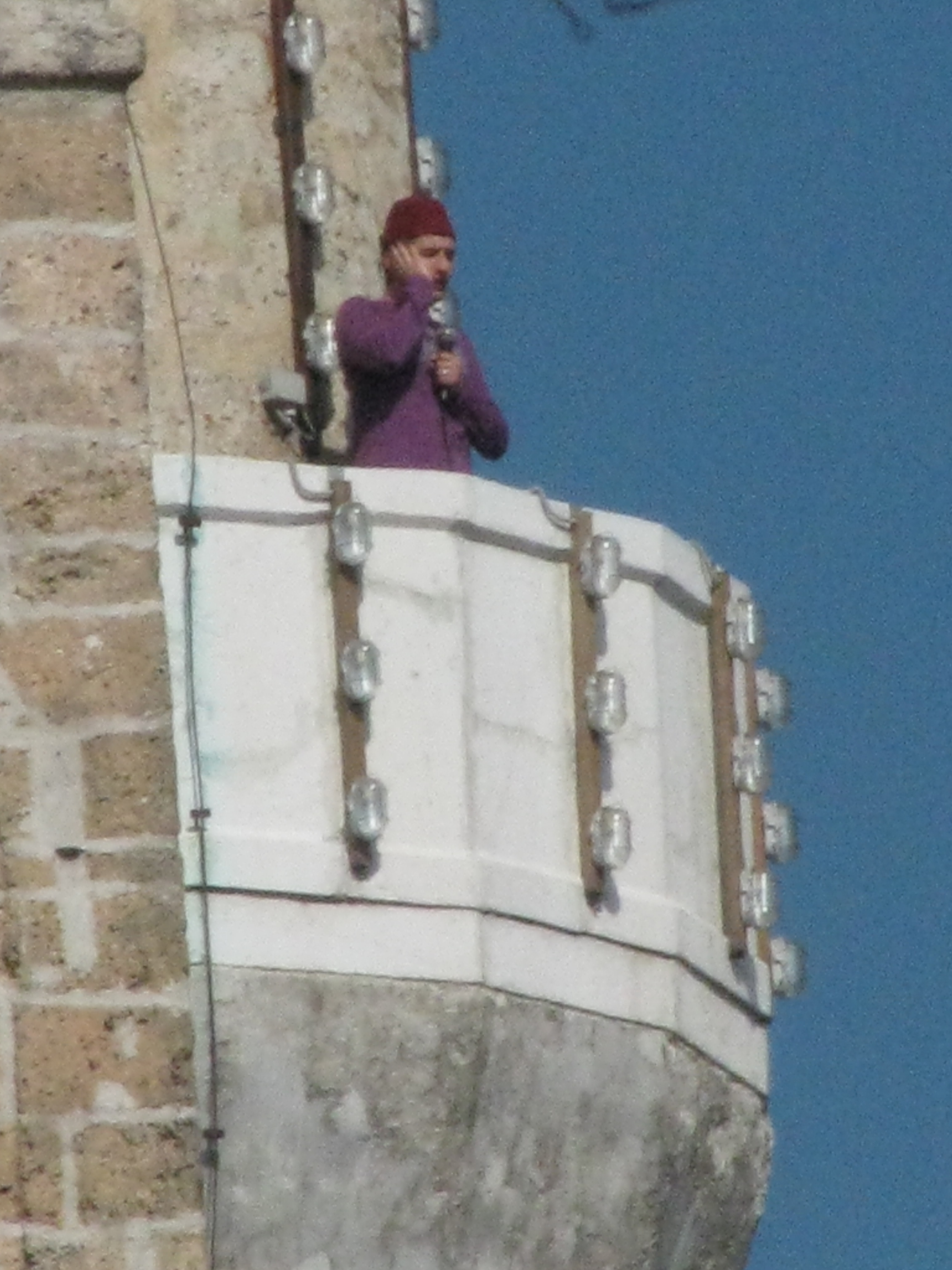

무아딘(아랍어: مؤذن [mu.ʔað.ðin][*])은 하루에 5번 이슬람 사원에서 예배 시간을 알리는 기도 시보원(時報員)을 일컫는 말이다. 예배 시간을 알리는 것은 아잔(aḏān)이라고 하는데, 종이나 나팔을 사용하는 다른 종교와는 달리 이슬람교에서는 사람이 직접 고함을 쳐 알리는 것이 보통이었으나, 최근에는 많은 이슬람 사원들이 녹음기나 확성기를 이용한다. 사원의 동서남북 4개에 솟아있는 첨탑(미나레트, manāra)을 돌며 하는 경우가 보통이며, 미나렛이 없는 소규모의 사원에서는 사원 문 앞에서 한다. 무에진은 사원의 직원 중에서 성품이 선한 사람을 골라 선발한다. 이슬람권이 아닌 유럽, 아시아, 아메리카 등지의 이슬람 사원에서는 아잔이 없는데, 무슬림이 아닌 사람들에게 큰 소리로 민폐를 끼치지 않기 위해서이다.

## 내용
무에진이 예배시간을 알리기 위해 외치는 아잔의 내용은 대체로 다음과 같다.
알라는 위대하시도다. 알라는 위대하시도다. 나는 알라 이외에 다른 어떤 신도 존재하지 않음을 선언한다. 무함마드는 알라의 예언자이시다. 기도하러 오라. 구원받으러 오라. 알라는 가장 위대하시다. 알라 이외에 다른 어떤 신도 존재하지 않는다.

수니파:
الله أكبرأشهد أن لا اله إلا اللهأشهد أن  محمدا رسول اللهحي على الصلاةحي على الفلاحالله أكبرلا إله إلا الله

시아파:
الله اكبراشهد ان لا اله الا اللهاشهد ان محمدا رسول اللهاشهد ان عليا ولي اللهحي على الصلاةحي على الفلاححي على خير العملالله اكبرلا اله الا الله

## 같이 보기
- 살라트
- 아잔